# Kertész József (jégkorongozó)
Kertész József (Budapest, 1940. január 28. – Budapest, 2015. december 11.) 46-szoros válogatott jégkorongozó (védőjátékos), edző. A Magyar Jégkorong Szövetség 2014-ben beválasztotta a magyar jégkorongsport Hírességek Csarnokába (Hall of Fame).

## Pályafutása

### Játékosként
Pályafutását 1952-ben kezdte. Játszott - ifiként - a Budapesti Postásban, a Törekvésben, majd - megalakulásától - 1956-tól 1969-ig a BVSC felnőtt csapatában. (1970-1971 között a csapat intézője volt.) Válogatott játékosként - 1958-tól - ott volt több világbajnokságon, olimpián, úgy mint:
- 1959. Plzeň B csoport,
- 1963. Stockholm C csoport,
- 1964. Innsbruck (Téli Olimpiai Játékok),
- 1965. Tampere B csoport,
- 1966. Torino (Téli Universiade),
- 1966. Zágráb B csoport.

### Edzőként
Aktív pályafutása befejeztével - 1971 és 1979 között, az 1975-1976-os szezon kivételével, amikor az ifiket edzette - a Budapesti Volán SC illetve a Székesfehérvári Volán SC - a későbbi Alba Volán SC - felnőttcsapatának az edzője volt. 1975-től 1978-ig - a Dózsás Boróczi Gáborral együtt - a válogatott keret munkáját is irányította. A magyar válogatott az irányításuk mellett a következő eredményeket érte el a világbajnokságokon:
- 1975. Szófia C-4,
- 1976. Gdańsk C-2,
- 1977. Tokió B-6,
- 1978. Belgrád B-5.

1980 után megszakadt minden kapcsolata a jégkorongsporttal.